# Saint Albert (Alberta)
Saint Albert és una ciutat de la província d'Alberta, Canadà, al marges del riu Sturgeon al nord-oest de la ciutat d'Edmonton. Originàriament era un assentament métis i ara és la segona ciutat més gran de la Regió Edmonton Capital. St. Albert va rebre l'estatut de poble en 1904 i fou travessada pel Canadian Northern Railway en 1906.
Originalment separada d'Edmonton per moltes milles de granges, l'expansió dels límits de la ciutat d'Edmonton en la dècada del 1980 va posar St. Albert immediatament adjacent a la gran ciutat en els seus límits sud i est.

## Història

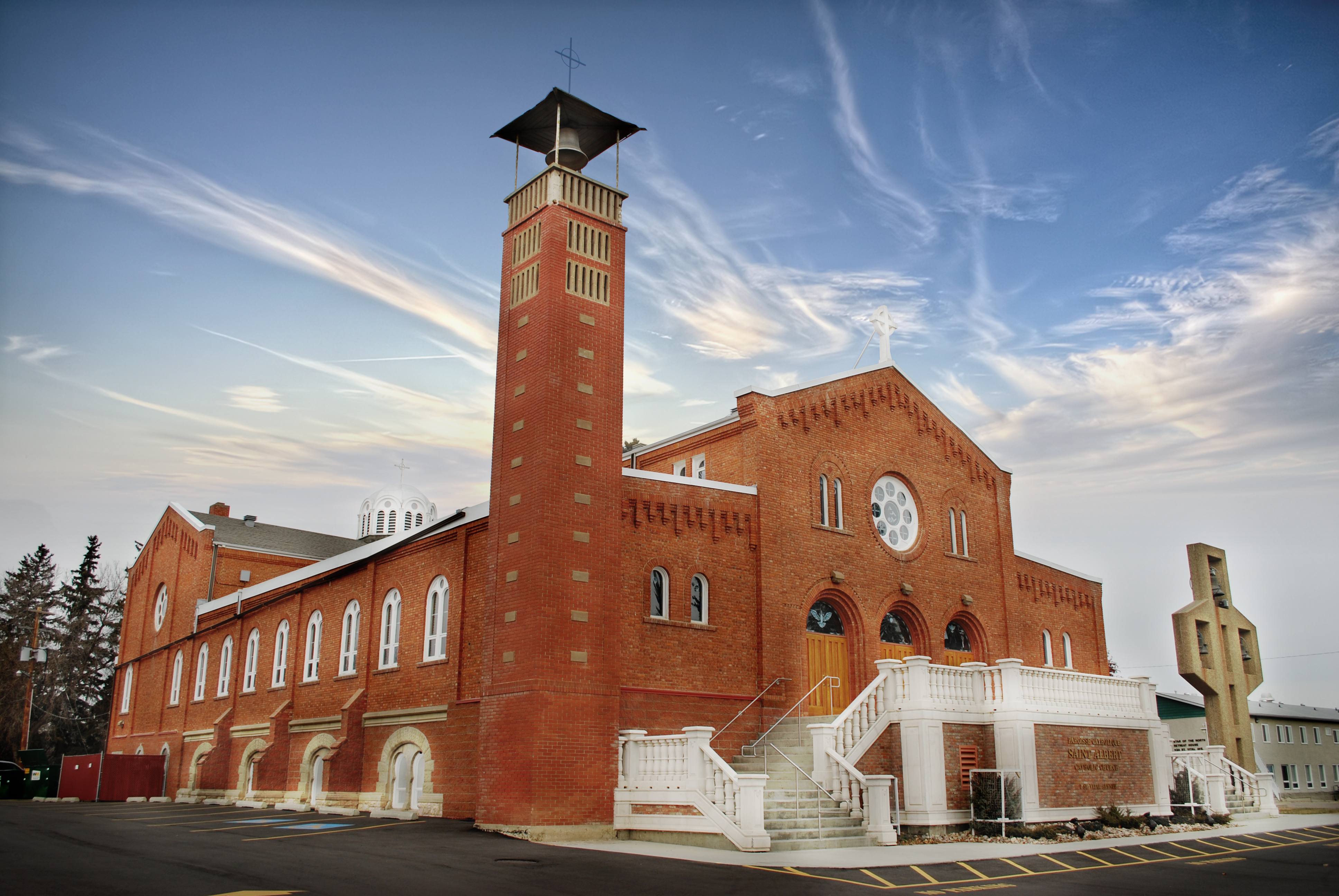
Parròquia de St. Albert on és l'actual Missió de St. Albert

St. Albert fou fundada en 1861 pel pare Albert Lacombe, OMI, qui hi va construir una petita capella: la capella Pare Lacombe a la vall del riu Sturgeon. Aquesta capella encara es manté a Mission Hill a St. Albert. L'assentament original va rebre el nom de Saint Albert pel bisbe Alexandre-Antonin Taché O.M.I. pel nom de sant de Lacombe; Sant Albert de Lovaina. Encara que la intenció original de Lacombe era fundar la missió a Lac Ste. Anne, el sòl era infèrtil i va provar de traslladar l'assentament a l'actual St. Albert. La ubicació oferia diversos avantatges, com fàcil accés als subministraments de fusta i aigua, el sòl excel·lent, era un punt de parada regular pels pobles de les Primeres Nacions en els seus desplaçaments, i la seva proximitat a Fort Edmonton, on els sacerdots podien comprar els articles necessaris i subministrar-los als treballadors catòlics. Uns anys més tard, un grup de Germanes Grises seguiria Lacombe des Lac Ste. Anne.
Durant finals del segle XX i principis del segle XX1 es va assumir erròniament que la comunitat portava el nom de Sant Albert Magne. Això va ser degut a informació incorrecta la història de Saint Albert de 1985 The Black Robe's Vision, publicada per historiadors aficionats de la St. Albert Historical Society. Això va portar a la ciutat de St. Albert a promocionar erròniament Sant Albert el Gran com a patró de la comunitat i fins i tot li van fer una estàtua al centre de la ciutat. Aquesta concepció errònia no fou corregida fins al a 2008. La capella original s'ha convertit en un lloc històric amb intèrprets històrics i està oberta al públic en la temporada d'estiu.

## Demografia
La població de la ciutat de St. Albert segons el cens municipal de 2014 és de 63.255 habitants, un canvi del 37,0% del cens de 2012, que donava una població de 60.994 habitants.
En el cens del Canadà del 2011 la ciutat de St. Albert tenia 61.466 vivint en 22.513 del total de 22.990 habitatges, un canvi del 6,4% per a una població el 2006 de 57.764. Amb una superfície de 48,27 km² la seva densitat de població era de 1.273,4 h/km² en 2011.
L'anglès és la llengua materna principal (88,38%, 50.680 parlants) i hi havia 1.795 parlants de l'altre idioma principal del Canadà, el francès (3,13%). 175 parlen anglès i francès i 4.675 parlen altres idiomes no oficials (8,15%). 1.640 (2,86%) de la seva població és aborigen. Hi ha 2.525 (4,4%) habitants que no són blancs, el grup més gran el constitueixen els xinesos (880, 1,53%)